# Países com armamento nuclear

Países com armas nucleares.
Estados com Armas Nucleares (EAN) (China, França, Rússia, Reino Unido e EUA)
Estados com Armas Nucleares não EAN (Índia, Coreia do Norte, Paquistão)
Estados com Armas Nucleares não declaradas (Israel)
Países que compartilham armas nucleares com a OTAN (Bélgica, Alemanha, Itália, Países Baixos e Turquia)
Países que possuíam armas nucleares no passado (Belarus, Cazaquistão, Ucrânia e África do Sul)

Nações que comprovada ou supostamente possuem armas nucleares são por vezes referidas como clube nuclear. Existem atualmente nove Estados que conseguiram detonar armas nucleares. Cinco são considerados "Estados com armas nucleares" (EAN), um estatuto reconhecido internacionalmente pelo Tratado de Não-Proliferação Nuclear (TNP). Em ordem de aquisição de armas nucleares, estes países são: os Estados Unidos, Rússia (Estado sucessor da União Soviética), o Reino Unido, França e China.
Desde que o TNP entrou em vigor em 1970, três Estados que não faziam parte do Tratado têm realizado testes nucleares, nomeadamente Índia, Paquistão e Coreia do Norte. A Coreia do Norte assinou o TNP, mas retirou-se do tratado em 2003. Israel também é amplamente acreditado como um país dotado de armamento nuclear, mas se recusa a confirmar ou negar essa condição. O estatuto dessas nações não é formalmente reconhecido por organismos internacionais, já que nenhum deles faz parte do TNP. A África do Sul chegou a desenvolver armas nucleares, mas em 1991 o então presidente do país, Frederik de Klerk ordenou o desmantelamento de todas as bombas.
Em 2005, o Conselho de Governadores da Agência Internacional de Energia Atómica (AIEA) classificou o Irã como um país em inconformidade com o TNP em uma rara decisão sem consenso. Por três vezes o Conselho de Segurança da ONU impôs sanções contra o Irã quando este se recusou a suspender seu enriquecimento não declarado. O Irã alegou que as sanções são ilegais e o obrigavam a abandonar seus direitos dentro do TNP de desenvolver tecnologia nuclear pacífica.

## Estatísticas

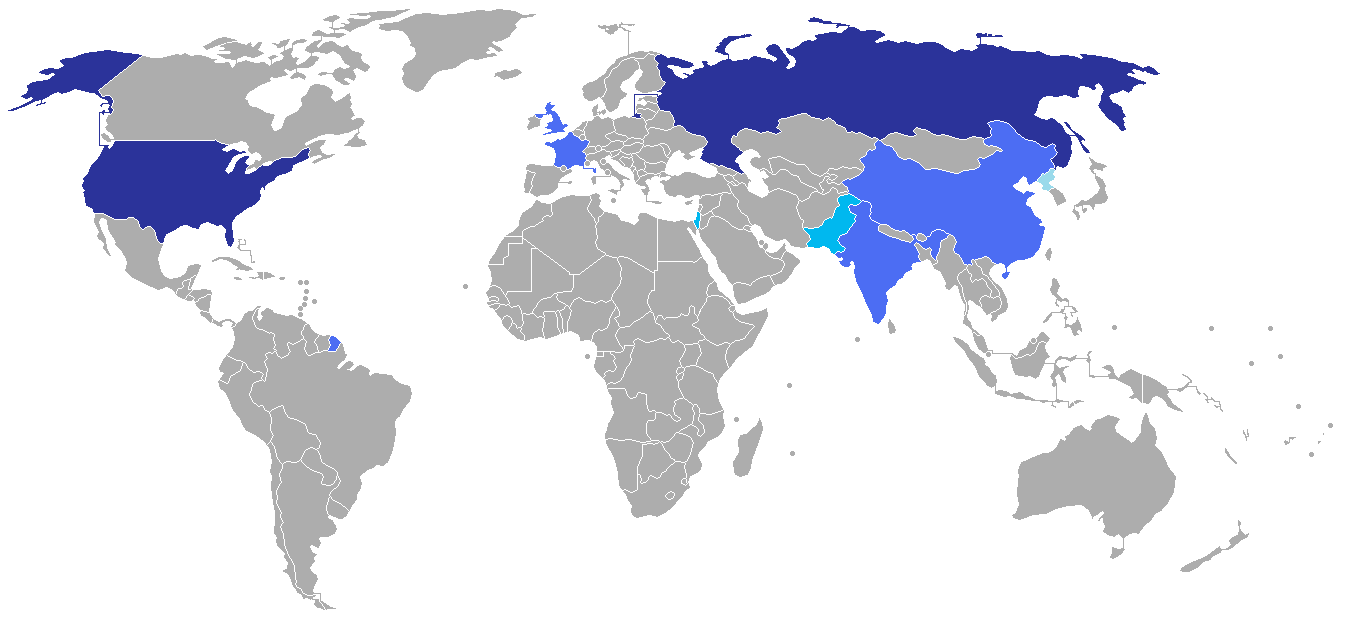
Grande estoque de armas nucleares com alcance global (azul escuro), estoque menor com alcance global (azul), estoque pequeno com alcance regional (azul claro).

A seguir está uma lista de Estados que admitiram a posse de armas nucleares ou se presume que as possuam, o número aproximado de ogivas sob seu controle e o ano em que testaram sua primeira arma e sua configuração de força. Esta lista é informalmente conhecida na política global como o "Clube Nuclear".  Com exceção da Rússia e dos Estados Unidos (que submeteram suas forças nucleares a verificação independente sob vários tratados), esses números são estimativas, em alguns casos estimativas pouco confiáveis. Em particular, sob o Tratado sobre Reduções de Ofensiva Estratégica, milhares de ogivas nucleares russas e americanas estão inativas em estoques aguardando processamento. O material físsil contido nas ogivas pode então ser reciclado para uso em reatores nucleares.
De uma alta de 70,3 mil armas ativas em 1986, Desde 2019  existem aproximadamente 3.750 ogivas nucleares ativas e 13.890 ogivas nucleares totais no mundo. Muitas das armas desativadas foram simplesmente armazenadas ou parcialmente desmontadas, não destruídas.
| País            | Ogivas ativas/total | Ano do primeiro teste      | Número de testes | TNP            | CTBT           |
| --------------- | ------------------- | -------------------------- | ---------------- | -------------- | -------------- |
| Estados Unidos  | 1 600/6 500         | 1945 (Experiência Trinity) | 1 032-1 085      | Signatário     | Signatário     |
| Rússia          | 1 600/6 850         | 1949 (RDS-1)               | 715-840          | Signatário     | Ratificado     |
| Reino Unido     | 120/215             | 1952 (Hurricane)           | 45               | Signatário     | Ratificado     |
| França          | 290/300             | 1960 (Gerboise Bleue)      | 210              | Signatário     | Ratificado     |
| China           | n.a./260            | 1964 (596)                 | 45               | Signatário     | Signatário     |
| Índia           | n.a./130-140        | 1974 (Smiling Buddha)      | 6                | Não signatário | Não signatário |
| Paquistão       | n.a./140-150        | 1998 (Chagai-I)            | 5                | Não signatário | Não signatário |
| Coreia do Norte | n.a./20-30          | 2006                       | 6                | Não signatário | Não signatário |
| Israel          | n.a./80             | Desconhecido               | Desconhecido     | Não signatário | Signatário     |

## Estados reconhecidos como possuidores de armas nucleares
Esses cinco países são conhecidos por terem detonado um explosivo nuclear antes de 1º de janeiro de 1967 e, portanto, são oficialmente Estados com armas nucleares sob o Tratado de Não-Proliferação de Armas Nucleares. Eles também são os membros permanentes do Conselho de Segurança da ONU com poder de veto nas resoluções do CSNU.

### Estados Unidos

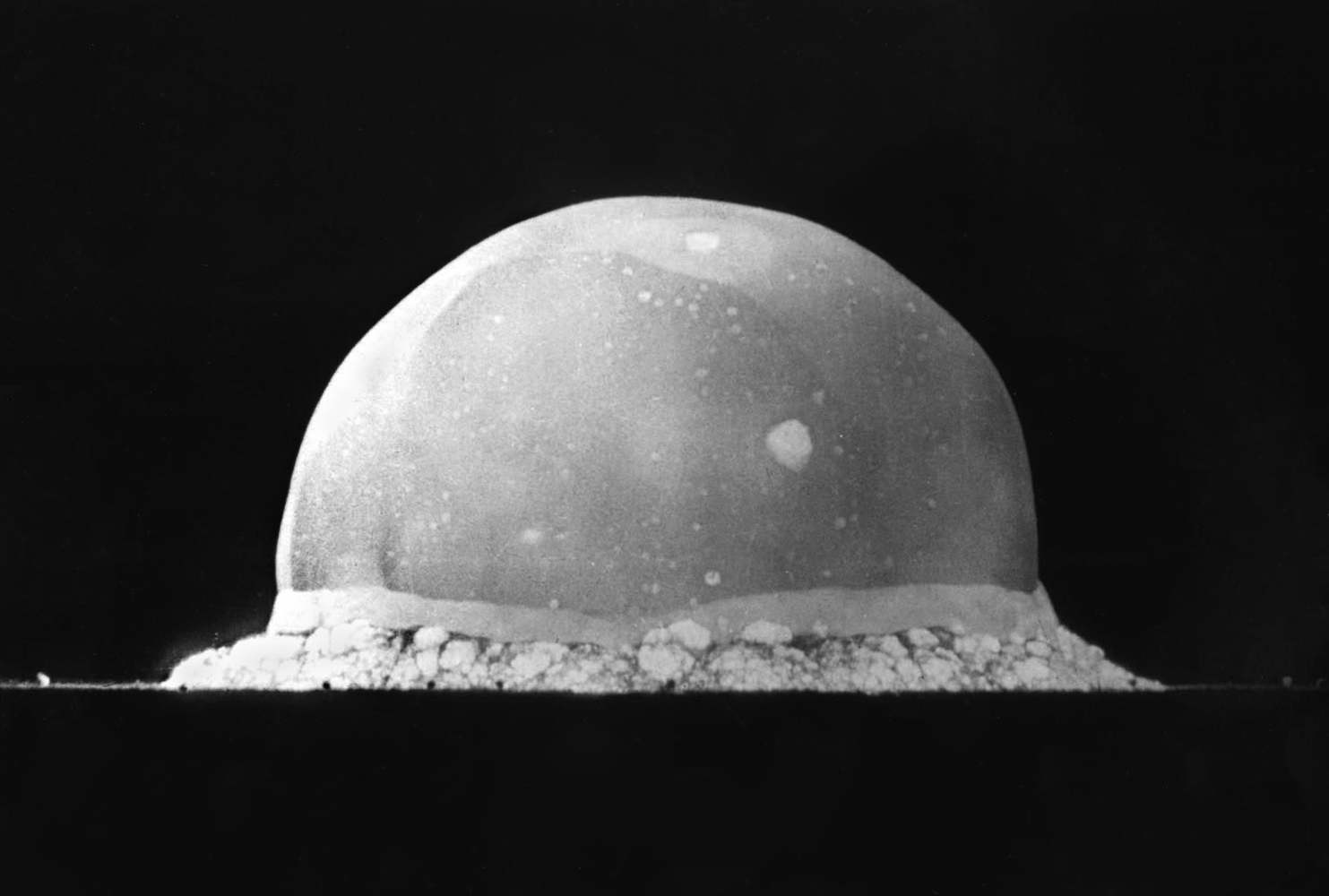
Estágio inicial na bola de fogo "Trinity", a primeira explosão nuclear da história, 1945

Os Estados Unidos desenvolveram as primeiras armas nucleares durante a Segunda Guerra Mundial em cooperação com o Reino Unido e o Canadá como parte do Projeto Manhattan, com medo de que a Alemanha Nazista as desenvolvesse primeiro (ver: Projeto de energia nuclear alemão). Naquele período, o Império do Japão também tencionou desenvolver armas nucleares (ver: Programa japonês de armas nucleares). 
Os EUA testaram a primeira arma nuclear em 16 de julho de 1945 ("Trinity") às 5h30, e continua sendo o único país a ter usado armas nucleares na guerra, devastando as cidades japonesas de Hiroshima e Nagasaki. As despesas do projeto até 1º de outubro de 1945 foram de 1,845 a 2 bilhões de dólares, em termos nominais, aproximadamente 0,8% do PIB dos Estados Unidos em 1945 e equivalente a cerca de 29 bilhões de dólares em dinheiro em 2020.
Foi a primeira nação a desenvolver a bomba de hidrogênio, testando um protótipo experimental em 1952 ("Ivy Mike") e uma arma implantável em 1954 ("Castelo Bravo"). Ao longo da Guerra Fria, continuou a modernizar e ampliar seu arsenal nuclear, mas a partir de 1992 esteve envolvido principalmente em um programa de administração de estoques. O arsenal nuclear estadunidense continha 31.175 ogivas no auge da Guerra Fria (em 1966). Durante a Guerra Fria, os Estados Unidos construíram aproximadamente 70 mil ogivas nucleares, mais do que todos os outros Estados com armas nucleares juntos.

### Rússia (sucessora da União Soviética)

Estoques de armas nucleares dos EUA e da URSS/Rússia, 1945–2014

A União Soviética testou sua primeira arma nuclear ("RDS-1") em 1949. Este projeto de colisão foi desenvolvido parcialmente com informações obtidas via espionagem nuclear durante e após a Segunda Guerra Mundial (ver: Casal Rosenberg). Foi a segunda nação a desenvolver e testar uma arma nuclear. A motivação direta para o desenvolvimento das armas soviéticas foi alcançar um equilíbrio de poder durante a Guerra Fria. O país testou sua primeira bomba de hidrogênio de alcance de megatons ("RDS-37") em 1955. A União Soviética também testou o explosivo mais poderoso já detonado por humanos ("Tsar Bomba"), com um rendimento teórico de 100 megatons, intencionalmente reduzido a 50 quando detonado. Após sua dissolução em 1991, as armas soviéticas passaram oficialmente para a posse da Federação Russa. O arsenal nuclear soviético continha cerca de 45 mil ogivas em seu auge (em 1986); a União Soviética construiu cerca de 55 mil ogivas nucleares desde 1949.

### Reino Unido

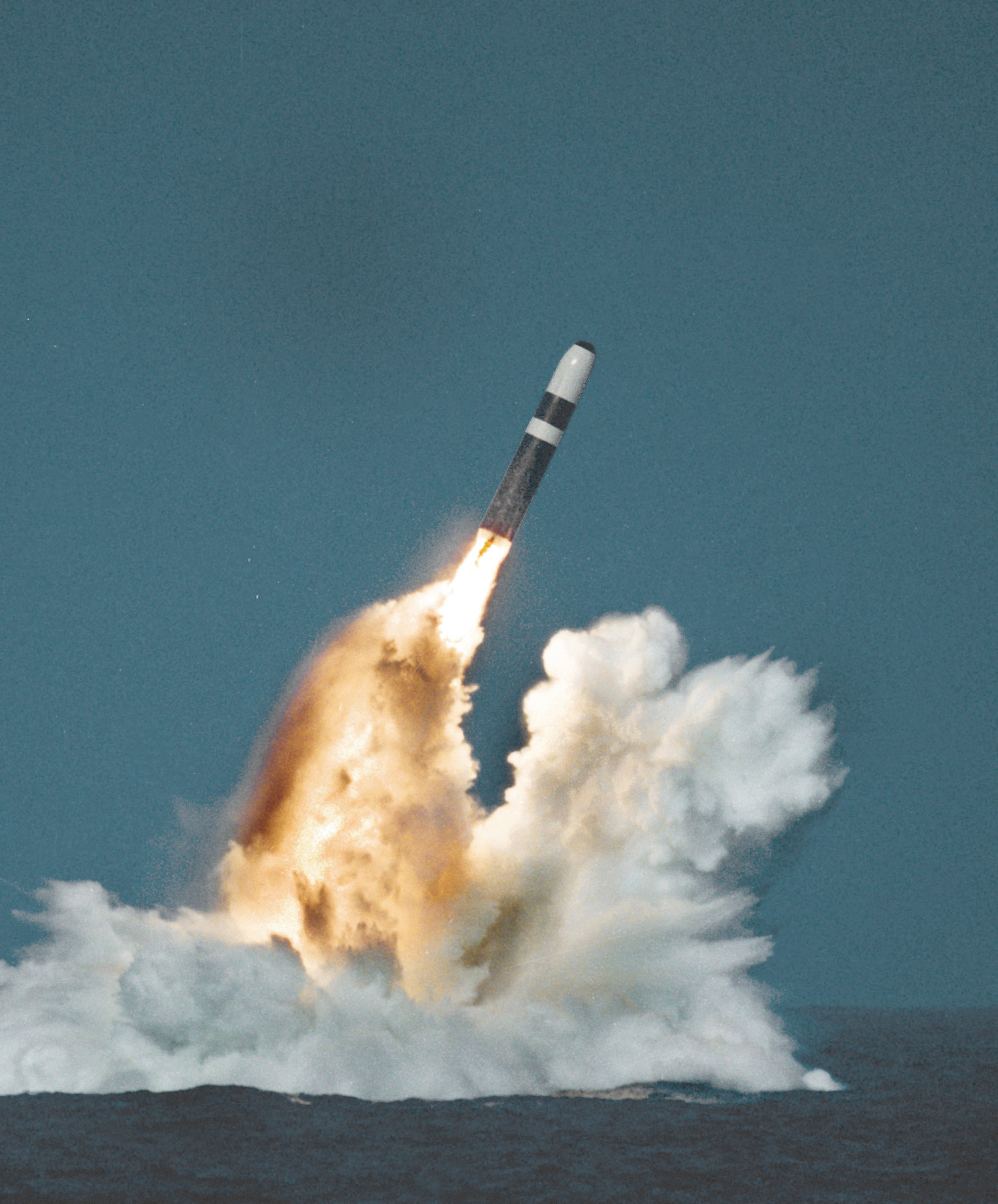
Um míssil Trident lançado de um submarino de mísseis balísticos da VanguardVanguard da Marinha Real

O Reino Unido testou sua primeira arma nuclear ("Hurricane") em 1952. O país havia fornecido um impulso considerável e pesquisa inicial para a concepção inicial da bomba atômica, auxiliado por físicos austríacos, alemães e poloneses que trabalhavam em universidades britânicas que haviam fugido ou decidido não retornar à Alemanha Nazista ou aos territórios controlados pelos nazistas. O Reino Unido colaborou estreitamente com os Estados Unidos e o Canadá durante o Projeto Manhattan, mas teve que desenvolver seu próprio método para fabricar e detonar uma bomba à medida que o sigilo estadunidense crescia depois de 1945. O Reino Unido foi o terceiro país do mundo, depois dos Estados Unidos e da União Soviética, a desenvolver e testar uma arma nuclear. Seu programa foi motivado para ser um dissuasor independente contra a União Soviética, ao mesmo tempo em que mantinha seu status de grande potência. Testou sua primeira bomba de hidrogênio em 1957 (Operação Grapple), tornando-se o terceiro país a fazê-lo depois dos Estados Unidos e da União Soviética.
O Reino Unido manteve uma frota de bombardeiros estratégicos V e submarinos de mísseis balísticos (SSBNs) equipados com armas nucleares durante a Guerra Fria. Atualmente mantém uma frota de quatro submarinos de mísseis balísticos da classe Vanguard equipados com mísseis Trident II. Em 2016, a Câmara dos Comuns do Reino Unido votou para renovar o sistema de armas nucleares britânico com a classe Dreadnought de submarinos, sem definir uma data para o início de serviço de uma substituição ao sistema atual.

### França

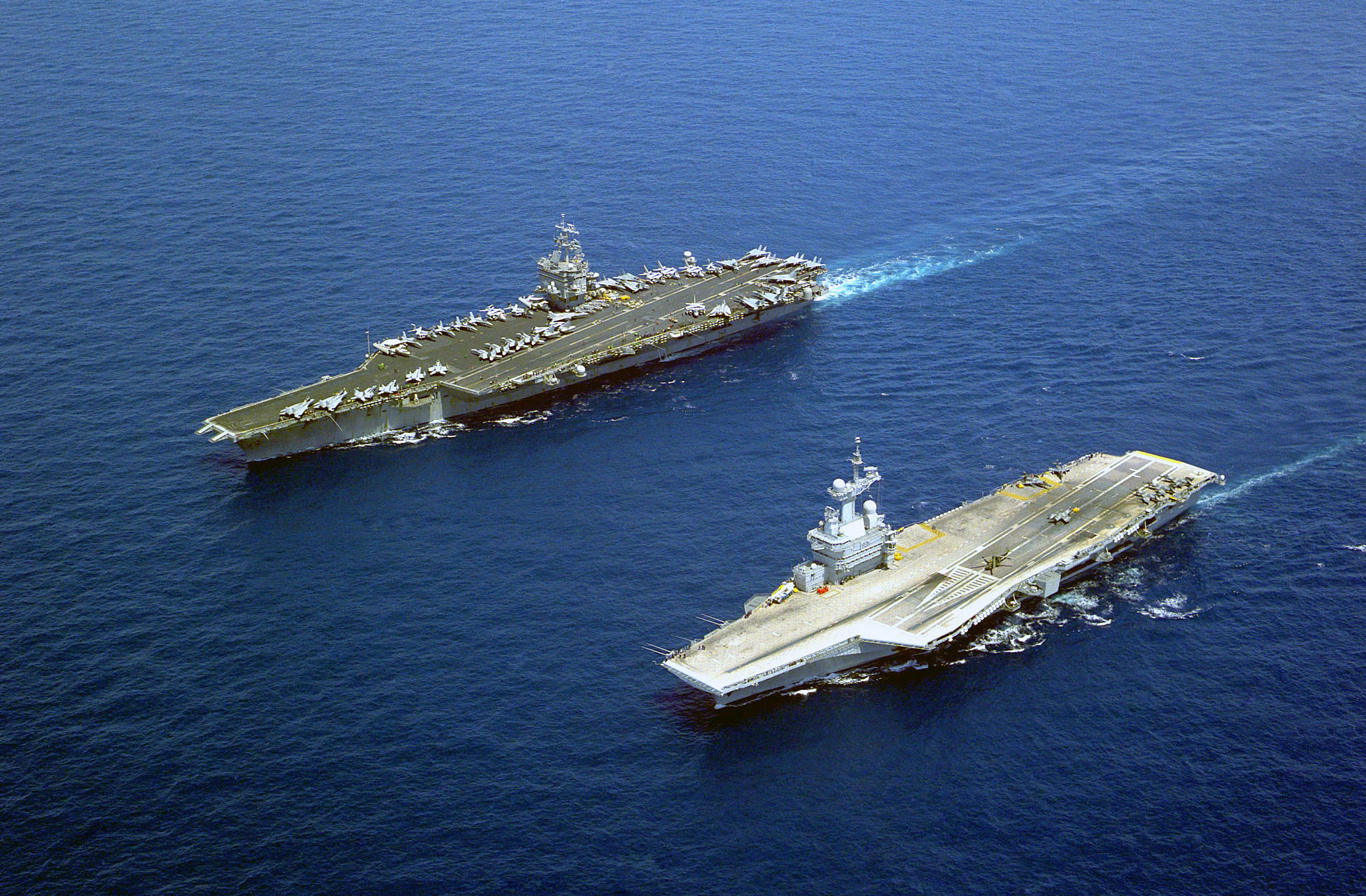
O porta-aviões de propulsão nuclear francês Charles de Gaulle (à direita) e o porta-aviões estadunidense de propulsão nuclear USS Enterprise (à esquerda), cada um dos quais transporta aviões de guerra com capacidade nuclear

A França testou sua primeira arma nuclear em 1960 ("Gerboise Bleue"), baseada principalmente em sua própria pesquisa. Foi motivado pela tensão diplomática da Crise de Suez em relação à União Soviética e seus aliados, os Estados Unidos e o Reino Unido. Também foi relevante para manter o status de grande potência, ao lado do Reino Unido, durante a Guerra Fria pós-colonial. A França testou sua primeira bomba de hidrogênio em 1968 ("Operação Canopus"). Após a Guerra Fria, a França desarmou 175 ogivas com a redução e modernização de seu arsenal que agora evoluiu para um sistema duplo baseado em mísseis balísticos lançados por submarinos (SLBMs) e mísseis ar-superfície de médio alcance (bombardeiros Rafale). No entanto, novas armas nucleares estão em desenvolvimento e esquadrões nucleares reformados foram treinados durante as operações Liberdade Duradoura no Afeganistão. 
A França aderiu ao Tratado de Não Proliferação Nuclear (TNP) em 1992. Em janeiro de 2006, o presidente Jacques Chirac declarou que um ato terrorista ou o uso de armas de destruição em massa contra a França resultaria em um contra-ataque nuclear. Em fevereiro de 2015, o presidente François Hollande enfatizou a necessidade de uma dissuasão nuclear em "um mundo perigoso". Ele também detalhou o impedimento francês como "menos de 300" ogivas nucleares, três conjuntos de 16 mísseis balísticos lançados por submarinos e 54 mísseis ar-terra de médio alcance e instou outros Estados a mostrar transparência semelhante.

### China

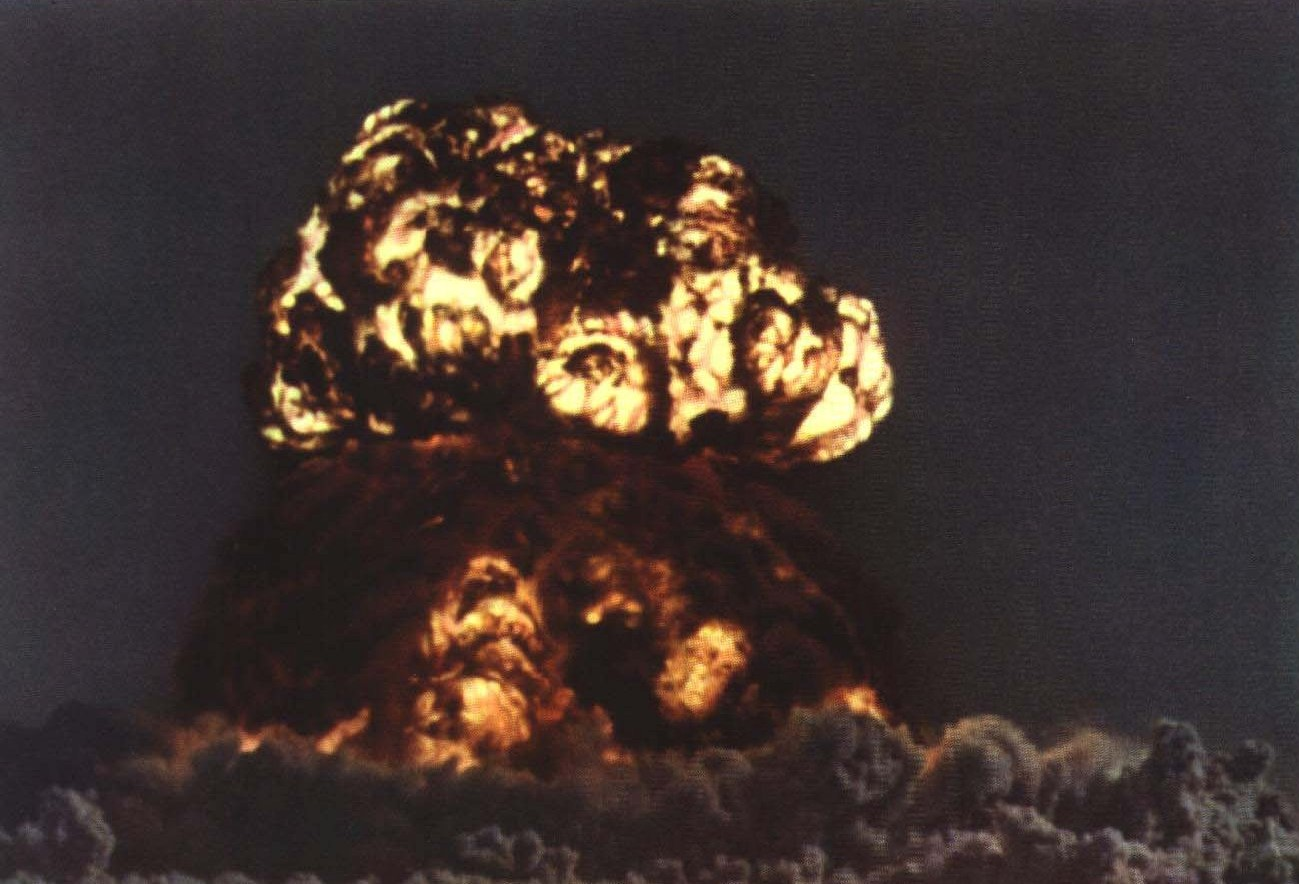
Nuvem de cogumelo do primeiro teste nuclear da China, o Projeto 596

A China testou seu primeiro dispositivo de arma nuclear ("596") em 1964 no local de teste de Lop Nur. A arma foi desenvolvida como um impedimento contra os Estados Unidos e a União Soviética. Dois anos depois, a China tinha uma bomba de fissão capaz de ser colocada em um míssil nuclear. Testou sua primeira bomba de hidrogênio ("Teste No. 6") em 1967, 32 meses depois de testar sua primeira arma nuclear (o desenvolvimento de fissão-fusão mais curto conhecido na história). A China é o único Estado de armas nucleares do TNP a dar uma garantia de segurança negativa não qualificada com sua política de "não primeiro uso". A China aderiu ao Tratado de Não Proliferação Nuclear em 1992. Em 2016, a China colocou SLBMs a bordo de seus submarinos JL-2. Em maio de 2021, a China tinha um estoque total estimado de 350 ogivas.

## Estados que declararam posse de armas nucleares

### Índia
A Índia não é parte do Tratado de Não Proliferação Nuclear e adotou a política de "não primeiro uso nuclear" em 1998. O país testou o que é chamado de "explosivo nuclear pacífico" em 1974, que ficou conhecido como Smiling Buddha ("Buda Sorridente"). O teste foi o primeiro teste desenvolvido após a criação do TNP e criou novas questões sobre como a tecnologia nuclear civil poderia ser desviada secretamente para fins de armas (tecnologia de uso duplo). O desenvolvimento secreto da Índia causou grande preocupação e raiva, particularmente das nações que forneceram seus reatores nucleares para necessidades pacíficas e geradoras de energia, como o Canadá.

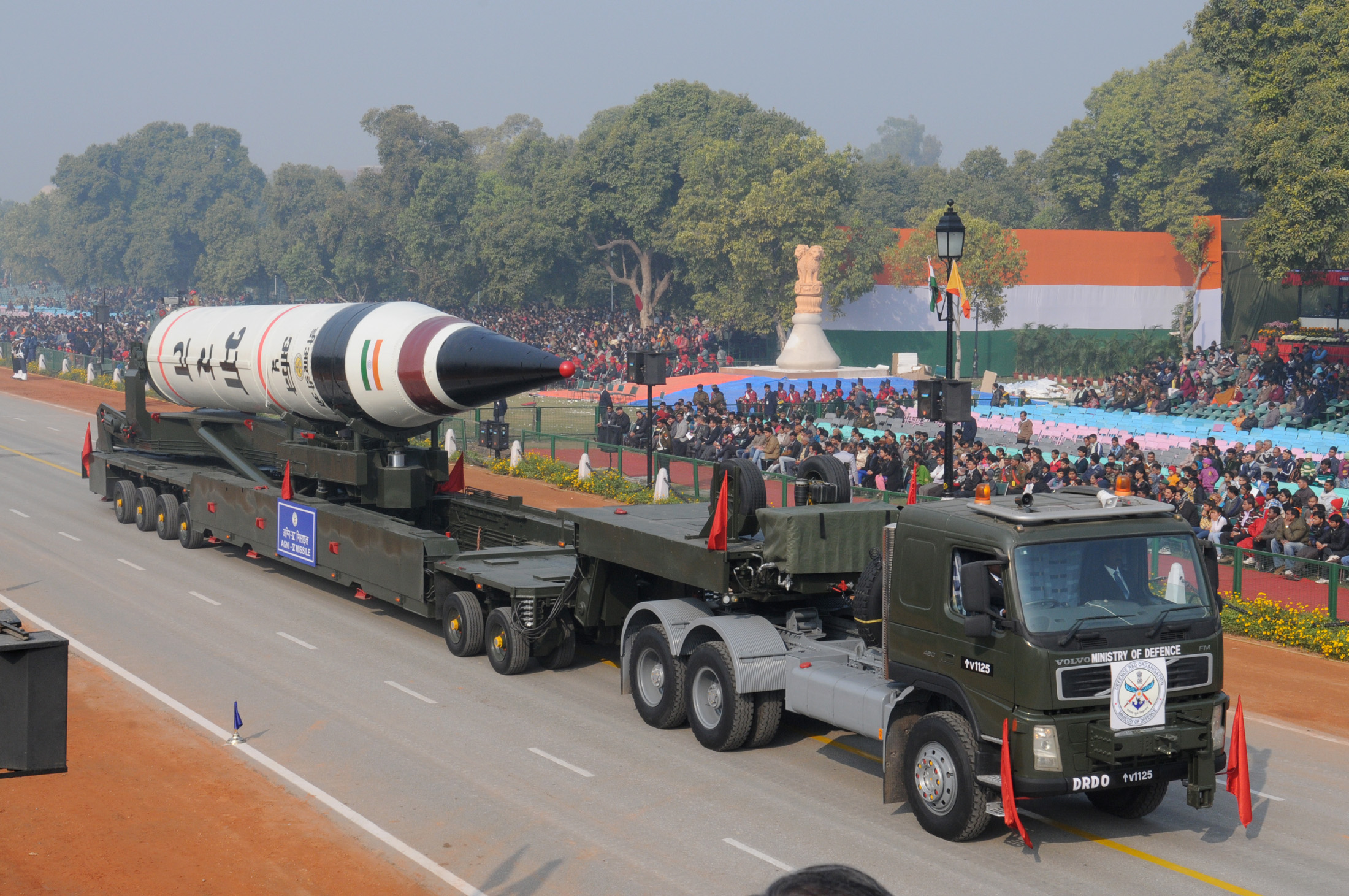
Míssil indiano Agni-V em uma parada militar

Autoridades indianas rejeitaram o TNP na década de 1960, alegando que ele criava um mundo de "possuidores" e "desprovidos" de armas nucleares, argumentando que restringia desnecessariamente a "atividade pacífica" (incluindo "explosivos nucleares pacíficos") e que a Índia não permitira o controle internacional de suas instalações nucleares, a menos que todos os outros países se engajem no desarmamento unilateral de suas próprias armas nucleares. A posição indiana também afirmou que o TNP é, em muitos aspectos, um regime neocolonial projetado para negar segurança às potências pós-coloniais. Mesmo após o teste de 1974, a Índia sustentou que sua capacidade nuclear era principalmente "pacífica", mas entre 1988 e 1990 aparentemente armamentou duas dúzias de armas nucleares para lançamento por via aérea. Em 1998, a Índia testou ogivas nucleares armadas Pokhran-II ("Operação Shakti"), incluindo um dispositivo termonuclear.
Em julho de 2005, o presidente estadunidense George W. Bush e o primeiro-ministro indiano Manmohan Singh anunciaram planos para concluir um acordo nuclear civil indo-americano. Isso se concretizou por meio de uma série de etapas que incluíram o plano anunciado da Índia para separar seus programas nucleares civis e militares em março de 2006, a aprovação do Acordo Nuclear Civil Índia-Estados Unidos pelo Congresso dos EUA em dezembro de 2006, a conclusão de um acordo de cooperação nuclear EUA-Índia em julho de 2007, a aprovação pela AIEA de um acordo de salvaguardas específico da Índia, um acordo pelo Grupo de Fornecedores Nucleares para uma isenção de restrições de exportação para a Índia, a aprovação pelo Congresso dos EUA e, por fim, a assinatura do acordo EUA-Índia para cooperação nuclear civil em outubro de 2008. O Departamento de Estado dos EUA disse que deixou "muito claro que não reconheceria a Índia como um Estado com armas nucleares". Os Estados Unidos estão vinculados ao Hyde Act com a Índia e podem cessar toda a cooperação se a Índia detonar um dispositivo explosivo nuclear. Os EUA disseram ainda que não é sua intenção ajudar a Índia no projeto, construção ou operação de tecnologias nucleares sensíveis por meio da transferência de itens de dupla utilização. Ao estabelecer uma isenção para a Índia, o Grupo de Fornecedores Nucleares reservou-se o direito de consultar quaisquer questões futuras que possam incomodá-lo. Em maio de 2021, estimava-se que a Índia tinha um estoque de cerca de 160 ogivas.

### Paquistão

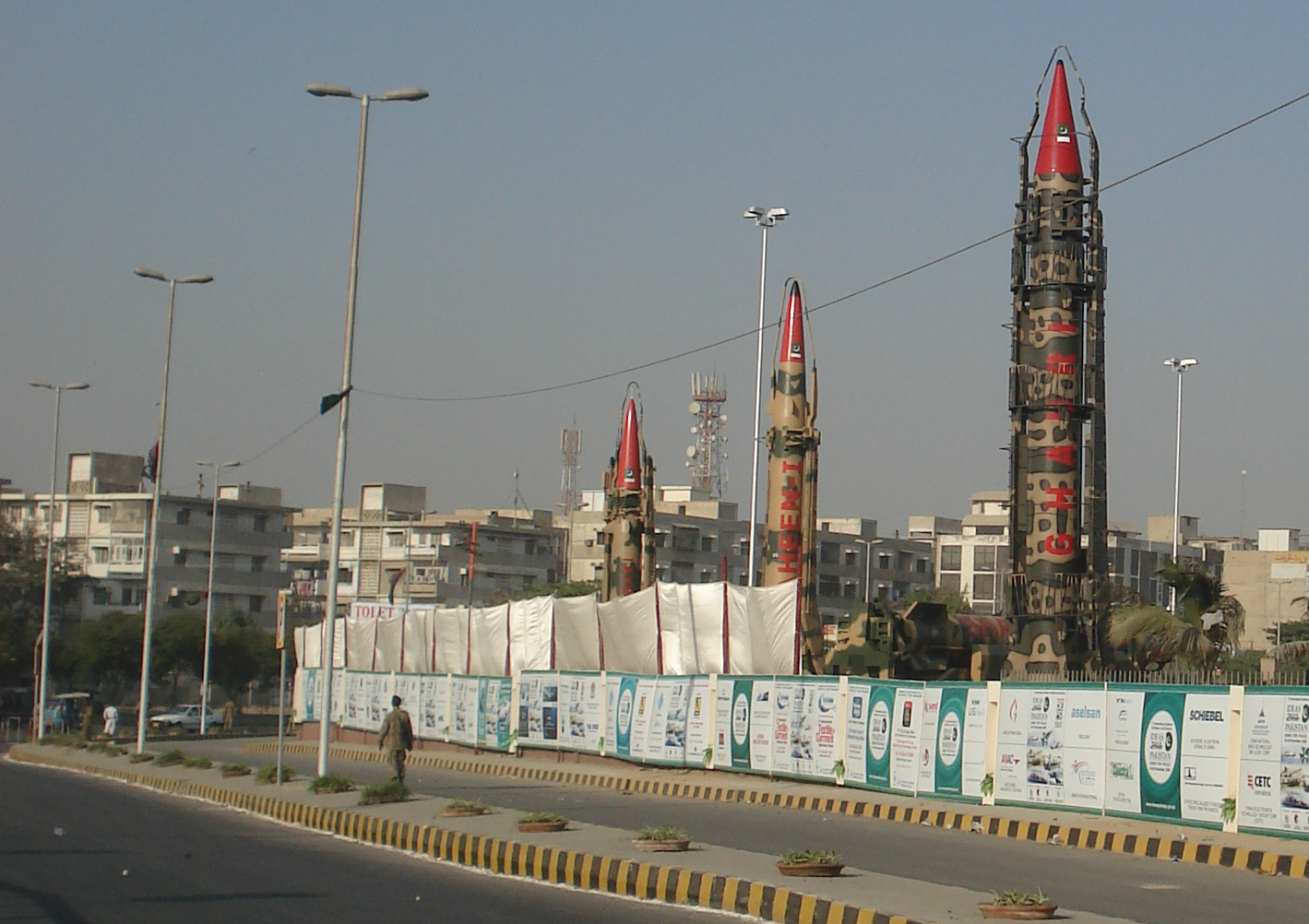
Mísseis paquistaneses em uma exposição militar em Karachi

O Paquistão também não é parte do Tratado de Não Proliferação Nuclear e desenvolveu armas nucleares secretamente ao longo de décadas, começando no final dos anos 1970. O Paquistão mergulhou pela primeira vez na energia nuclear após o estabelecimento de sua primeira usina nuclear perto de Karachi com equipamentos e materiais fornecidos principalmente por nações ocidentais no início da década de 1970. O presidente paquistanês Zulfiqar Ali Bhutto prometeu em 1971 que, se a Índia pudesse construir armas nucleares, o Paquistão também o faria, segundo ele: "Vamos desenvolver estoques nucleares, mesmo que tenhamos que comer grama".
Acredita-se que o Paquistão possui armas nucleares desde meados da década de 1980. Os Estados Unidos continuaram a certificar que o Paquistão não possuía tais armas até 1990, quando as sanções foram impostas sob a Emenda Pressler, exigindo um corte da assistência econômica e militar dos EUA ao Paquistão. Em 1998, o Paquistão realizou seus primeiros seis testes nucleares (Chagai-I), em Ras Koh Hills em resposta aos cinco testes realizados pela Índia algumas semanas antes.
Em 2004, o metalúrgico paquistanês Abdul Qadeer Khan, uma figura chave no programa de armas nucleares do Paquistão, confessou estar à frente de uma rede internacional de mercado negro envolvida na venda de tecnologia de armas nucleares. Em particular, Khan estava vendendo tecnologia de centrifugação a gás para a Coreia do Norte, Irã e Líbia. Khan negou a cumplicidade do governo ou do exército paquistanês, mas isso foi questionado por jornalistas e funcionários da AIEA e mais tarde foi desmentido por declarações do próprio Khan.
No início de 2013, estimava-se que o Paquistão tinha um estoque de cerca de 140 ogivas e em novembro de 2014 foi projetado que até 2020 o Paquistão teria material físsil suficiente para 200 ogivas.

### Coreia do Norte

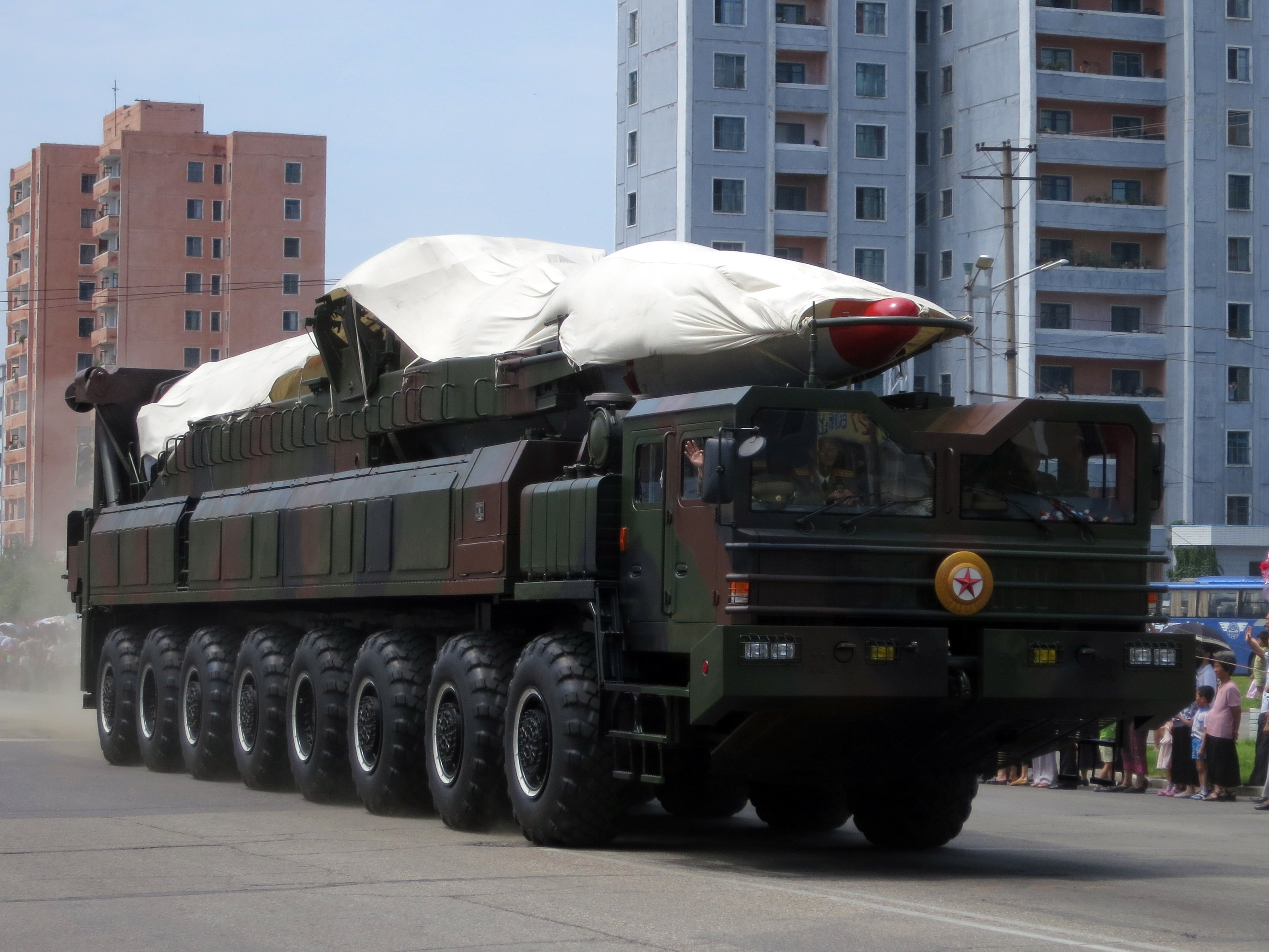
Míssil balístico da Coreia do Norte

A Coreia do Norte era parte do Tratado de Não Proliferação Nuclear, mas anunciou uma retirada em 10 de janeiro de 2003, depois que os Estados Unidos a acusaram de ter um programa secreto de enriquecimento de urânio e cortar a assistência energética sob o Acordo de 1994. Em fevereiro de 2005, a Coreia do Norte alegou possuir armas nucleares funcionais, embora a falta de um teste na época tenha levado muitos especialistas a duvidar da afirmação. Em outubro de 2006, o país afirmou que, em resposta à crescente intimidação dos Estados Unidos, realizaria um teste nuclear para confirmar seu status nuclear. A Coreia do Norte relatou um teste nuclear bem-sucedido em 9 de outubro de 2006 (veja teste nuclear norte-coreano de 2006). A maioria dos oficiais de inteligência estadunidenses acreditava que o teste foi provavelmente apenas parcialmente bem-sucedido com um rendimento de menos de um quiloton. A Coreia do Norte realizou um segundo teste de maior rendimento em 25 de maio de 2009 (veja teste nuclear norte-coreano de 2009) e um terceiro teste com rendimento ainda maior em 12 de fevereiro de 2013 (veja teste nuclear norte-coreano de 2013).
O governo norte-corenao alegou ter realizado seu primeiro teste de bomba de hidrogênio em 5 de janeiro de 2016, embora as medições de distúrbios sísmicos indiquem que a detonação não era consistente com uma bomba de hidrogênio. Em 3 de setembro de 2017, a Coreia do Norte detonou um dispositivo, que causou um tremor de magnitude sísmica 6,1, consistente com uma detonação termonuclear de baixa potência; a NORSAR estima o rendimento em 250 quilotons de TNT. Em 2018, a Coreia do Norte anunciou a suspensão de seus testes de armas nucleares e assumiu um compromisso condicional com a desnuclearização da Península Coreana; no entanto, em dezembro de 2019, indicou que não se considerava mais vinculado à moratória.

## Estados com indicação de possuir armas nucleares

### Israel
Acredita-se que Israel tenha sido o sexto país do mundo a desenvolver armas nucleares, mas não reconheceu suas forças nucleares. Ele tinha armas nucleares "rudimentares, mas passíveis de lançamento" disponíveis já em 1966. Israel não é parte do TNP e se envolve em ambiguidade estratégica, dizendo que não seria o primeiro país a "introduzir" armas nucleares na região, mas se recusando a confirmar ou negar que mantém um programa ou um arsenal de armas nucleares. Esta política de "opacidade nuclear" tem sido interpretada como uma tentativa de obter os benefícios da dissuasão com um custo político mínimo.
De acordo com o Conselho de Defesa dos Recursos Naturais e a Federação de Cientistas Americanos, Israel provavelmente possui cerca de 75-200 armas nucleares. O Instituto Internacional de Pesquisa para a Paz de Estocolmo (SIPRI, sigla em inglês) estima que Israel tenha aproximadamente 80 armas nucleares intactas, das quais 50 são para entrega por mísseis balísticos de médio alcance Jericho II e 30 são bombas de gravidade para entrega por aeronaves. O SIPRI também relata que houve especulações renovadas em 2012 de que Israel também pode ter desenvolvido mísseis de cruzeiro lançados por submarinos com capacidade nuclear.

## Autoridade de lançamento
A decisão de usar armas nucleares é sempre restrita a uma única pessoa ou a um pequeno grupo de pessoas. Os Estados Unidos e a França exigem que seus respectivos presidentes aprovem o uso de armas nucleares. Nos EUA, a Mala Presidencial de Emergência é sempre manuseada por um assessor próximo, a menos que o Presidente esteja perto de um centro de comando. No Reino Unido, a decisão cabe ao monarca e ao primeiro-ministro. As informações da China não são claras, mas "acredita-se que o lançamento de armas nucleares depende do Comitê Permanente do Politburo do Comitê Central". A Rússia concede tal poder ao Presidente, mas também pode exigir a aprovação do Ministro da Defesa e do Chefe do Estado-Maior. O Líder Supremo tem autoridade máxima na Coreia do Norte. Na Índia, no Paquistão e em Israel há comitês para tal decisão.
| Nação           | Autoridade                     | Notas                                                                                |
| --------------- | ------------------------------ | ------------------------------------------------------------------------------------ |
| Estados Unidos  | Presidente dos Estados Unidos  | Veja Nuclear Football.                                                               |
| Rússia          | Presidente da Rússia           | Pastas também podem ser entregues ao Ministro da Defesa e ao Chefe do Estado-Maior.  |
| Reino Unido     | O monarca britânico            | O primeiro-ministro exerce a prerrogativa real de dirigir a força de defesa.         |
| França          | Presidente da França           | [ 86 ] [ 87 ]                                                                        |
| China           | Comissão Militar Central       | [ 86 ] [ 87 ]                                                                        |
| Índia           | Presidente da Índia            | A Autoridade de Comando Nuclear inclui um Conselho Executivo e um Conselho Político. |
| Paquistão       | Autoridade de Comando Nacional | Requer um consenso dos membros do conselho.                                          |
| Coreia do Norte | Líder supremo                  | [ 86 ]                                                                               |
| Israel          | Primeiro ministro              | Requer a concordância do Ministro da Defesa e do Chefe do Estado Maior.              |

## Compartilhamento de armas nucleares
| País          | Base Aérea    | Custodiante           | Ogivas |
| ------------- | ------------- | --------------------- | ------ |
| Turquia       | Incirlik      | 39ª Ala da Base Aérea | 50     |
| Itália        | Aviano        | 31ª Ala de Caça       | 40     |
| Itália        | Ghedi Torre   | 52ª Ala de Caça       | 40     |
| Alemanha      | Büchel        | 52ª Ala de Caça       | 20     |
| Países Baixos | Volkel        | 52ª Ala de Caça       | 20     |
| Bélgica       | Kleine Brogel | 52ª Ala de Caça       | 20     |
| Total         | Total         | Total                 | 150    |

Sob o programa de compartilhamento de armas nucleares da OTAN, os Estados Unidos forneceram armas nucleares para a Bélgica, Alemanha, Itália, Países Baixos e Turquia implantarem e armazenarem. Isso envolve pilotos e outros funcionários dos Estados "não nucleares" da OTAN praticando, manuseando e entregando as bombas nucleares estadunidenses e adaptando aviões de guerra não americanos para entregar bombas nucleares dos EUA. No entanto, como todas as armas nucleares dos EUA são protegidas com Permissive Action Links, os Estados anfitriões não podem facilmente armar as bombas sem os códigos de autorização do Departamento de Defesa dos EUA. O ex-presidente italiano Francesco Cossiga reconheceu a presença de armas nucleares estadunidenses na Itália. As armas nucleares dos EUA também foram implantadas no Canadá e na Grécia de 1963 a 1984. No entanto, o Canadá retirou três dos quatro sistemas de armas com capacidade nuclear em 1972. O único sistema retido, o AIR-2 Genie, tinha um rendimento de 1,5 quilotons, foi projetado para atacar aeronaves inimigas em oposição a alvos terrestres e pode não ter sido qualificado como arma de destruição em massa devido ao seu rendimento limitado.
Os membros do Movimento Não Alinhado pediram a todos os países que “se abstenham do compartilhamento nuclear para fins militares sob qualquer tipo de acordo de segurança”. O Instituto de Estudos Estratégicos de Islamabad (ISSI) criticou o arranjo por supostamente violar os Artigos I e II do TNP, argumentando que "esses artigos não permitem que um Estado com armas nucleares delegue o controle de seu arsenal direta ou indiretamente a outros". A OTAN argumentou que o compartilhamento de armas está em conformidade com o TNP porque "as armas nucleares estadunidenses baseadas na Europa estão em posse exclusiva e sob custódia e controle constantes e completos dos Estados Unidos".
Em abril de 2019, os Estados Unidos mantinham cerca de 150 armas nucleares na Europa, conforme refletido na tabela ao lado.

## Estados que possuíam armas nucleares
As armas nucleares têm estado presentes em muitas nações, muitas vezes como bases sob o controle de outras potências. No entanto, em apenas um caso uma nação desistiu de armas nucleares depois de estar no controle total delas. A queda da União Soviética deixou várias ex-repúblicas soviéticas na posse física de armas nucleares, embora sem controle operacional, que dependia de códigos eletrônicos controlados pelo sistema russo de comando e controle.

### África do Sul
A África do Sul produziu seis armas nucleares na década de 1980, mas as desmantelou no início da década de 1990. Em 1979, houve a detecção de um suposto teste nuclear secreto no Oceano Índico, chamado de incidente de Vela. Há muito se especula que foi um teste de Israel, em colaboração e com o apoio da África do Sul, embora isso nunca tenha sido confirmado. A África do Sul não poderia ter construído tal bomba nuclear até novembro de 1979, dois meses após o incidente do "flash duplo". A África do Sul aderiu ao Tratado de Não Proliferação Nuclear em 1991.

### Ex-repúblicas soviéticas

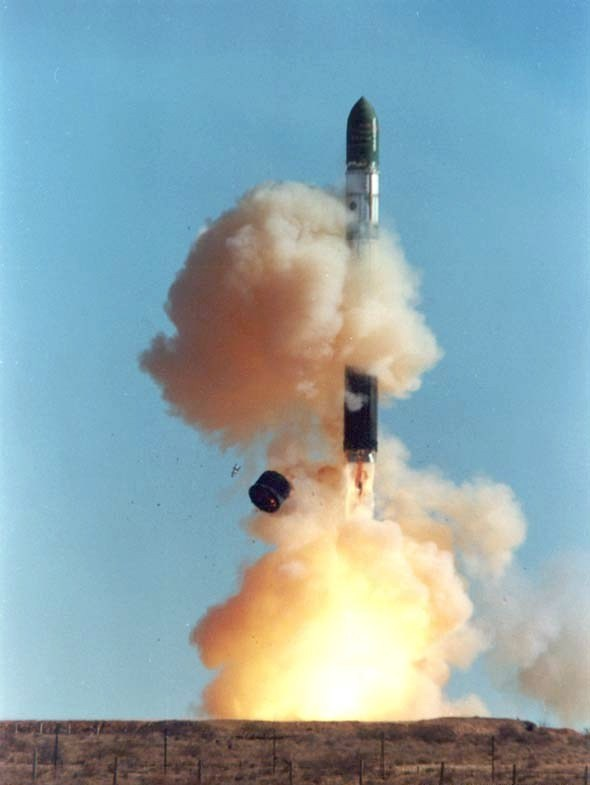
Míssil nuclear SS-18 Satan totalmente projetado e fabricado na Ucrânia em Yuzhmash

- A Bielorrússia tinha 81 mísseis de ogiva nuclear simples estacionados em seu território após o colapso da União Soviética em 1991. Todos foram transferidos para a Rússia em 1996. Em maio de 1992, a Bielorrússia aderiu ao Tratado de Não Proliferação Nuclear.[103] Em 28 de fevereiro de 2022, o país realizou um referendo constitucional, no qual abandonou seu status de "não nuclear", à luz da invasão russa da Ucrânia em 2022.[104]
- O Cazaquistão herdou 1,4 mil armas nucleares da União Soviética e transferiu todas para a Rússia em 1995. Desde então, o Cazaquistão aderiu ao Tratado de Não Proliferação Nuclear.[105]
- A Ucrânia herdou "até 3 mil" armas nucleares quando se tornou independente da União Soviética em 1991, tornando seu arsenal nuclear o terceiro maior do mundo na época.[106] Em 1994, a Ucrânia concordou em descartar todas as armas nucleares dentro de seu território, com a condição de que suas fronteiras fossem respeitadas, como parte do Memorando de Budapeste sobre Garantias de Segurança. As ogivas foram removidas do território ucraniano em 1996 e desmontadas na Rússia.[107] Apesar da subsequente e internacionalmente contestada anexação da Crimeia pela Rússia em 2014, a Ucrânia reafirmou sua decisão de 1994 de aderir ao Tratado de Não Proliferação Nuclear como um Estado sem armas nucleares.[108]